# Урбанович, Юзеф
Юзеф Урбанович (пол. Józef Urbanowicz), также известный как Язепс Урбанович или на русский манер Иосиф Иосифович Урбанович (25 марта 1916, Орёл — 6 июля 1989, Варшава) — польский военный и политический деятель, генерал брони Народного войска польского, начальник Главного политического управления Войска Польского в 1965—1971 годах, вице-министр обороны Польской Народной Республики в 1968—1984 годах; член ЦК ПОРП, депутат Сейма ПНР IV, V, VI, VII и VIII созывов.

## Биография

### Ранние годы и война
Родился 25 марта 1916 года в Орле. Отец — Юзеф Урбанович-старший, рабочий из Риги; участвовал в Первой мировой войне на стороне Русской императорской армии. Мать — Адель Гутаковская, эвакуировалась из Литвы вглубь России в связи с приближением немцев. В 1920 году с родителями перебрался в Ригу, где окончил начальную польскую школу. В 1932 году некоторое время учился в польской гимназии в Риге. Обучение прервал из-за тяжёлого материального положения в семье. В 1932—1935 годах работал на механическом заводе в Риге, в 1934—1938 годах учился на вечернем отделении машиностроительного факультета Рижского мореходного училища. В 1935—1938 годах моряк на торговом флоте. Проходил воинскую службу в 1938—1939 годах в латышской армии как ученик младшей офицерской школы в Алуксне. Училище не закончил из-за политических убеждений, уволен в запас в звании «старшего стрелка». Работал механиком на текстильной фабрике в Риге.
После присоединения Латвии к СССР в июне 1940 года Урбанович стал гвардейцем VI батальона Рабочей гвардии Латвии, редактором польскоязычной газеты в Риге «Czerwony Sztandar». С 1941 года на фронтах Великой Отечественной войны. Участник сражений за Москву и Старую Руссу, воевал на Северо-Западном фронте. Трижды был ранен, дважды контужен. С 1943 года числился в Польских вооружённых силах в СССР как заместитель командира 4-й Померанской пехотной дивизии имени Яна Килиньского по политическим вопросам.

### Карьера военачальника
С 1945 года — на руководящих должностях в партийно-политическом аппарате Войска Польского. Урбанович занимал следующие посты:
- заместитель командира ВМС ПНР по политическим вопросам
- начальник отдела военно-политической подготовки ВМС ПНР (1945—1952)
- заместитель командира Померанского военного округа[пол.] по политическим вопросам
- заместитель главнокомандующего ВВС Польши по политическим вопросам
- заместитель коменданта Академии Генерального штаба Войска Польского имени генерала Кароля Сверчевского

В 1958—1960 годах был комендантом Военно-политической академии имени Феликса Дзержинского. В 1958 году произведён в генералы бригады, в 1964 — в генералы дивизии. В 1960—1965 годах — заместитель начальника Главного политического управления Войска Польского, с 1965 по 1971 годы — начальник. Заместителями Урбановича в Главном политическом управлении были Ян Чапля, Мечислав Грудзень, Францишек Ксенжарчик, Владислав Поляньский, Эдвард Шпитель и Збигнев Шидловский. В 1986—1984 годах — вице-министр Министерства национальной обороны, с 1971 года заместитель министра по общим вопросам. Генерал брони с 1973 года.

### Политическая карьера
Член Коммунистической партии Латвии в 1939—1940 годах, ВКП(б) в 1940—1944 годах, Польской рабочей партии в 1944—1948 годах и Польской объединённой рабочей партии с 1948 года. В 1968—1971 годах — заместитель члена ЦК ПОРП, в 1971—1986 — член ЦК ПОРП. В 1965—1985 годах — депутат Сейма Польской Народной Республики с IV по VIII созывы. Многолетний вице-председатель Главного управления Союза борцов за свободу и демократию. В 1969—1984 годах — председатель редакционного комитета исторического научного журнала «Wojskowy Przegląd Historyczny». Многолетний член Редакционного совета газеты ЦК ПОРП «Nowe Drogi». В 1984—1987 годах занимал пост посла ПНР в Монголии.

### Последние годы жизни
В 1988 году Урбанович вышел в отставку, прослужив в Войске Польском 45 лет (в том числе 30 лет в звании генерала). Лично прощался с Войцехом Ярузельским, Первым секретарём ЦК ПОРП, главнокомандующим Войска Польского.
6 июля 1989 года Урбанович скончался в Варшаве и был похоронен на варшавском кладбище «Воинские Повонзки» (район B-4, ряд 7, место 7), где покоятся его жена Мария (1924—1986) и сын Кшиштоф (1942—2003). На похоронах присутствовали Первый секретарь ЦК ПОРП, Председатель Государственного совета ПНР, генерал армии Войцех Ярузельский; председатель Высшего Совета Союза борцов за свободу и демократию Генрик Яблоньский; министр национальной обороны, член Политбюро ЦК ПОРП генерал армии Флориан Сивицкий (произнёс поминальную речь).

## Награды
Польша
- Серебряный крест ордена Virtuti Militari
- Орден Строителей Народной Польши (1974)
- Орден Возрождения Польши
  - Офицерский крест (1954)
  - Кавалерский крест (1949)
- Орден «Знамя Труда»
  - I степень (1968)
  - II степень (1963)
- Орден «Крест Грюнвальда» III степени (1945)
- Крест Заслуги
  - Золотой крест (1946)
  - Серебряный крест (1945)
- Серебряная медаль «Заслуженным на поле Славы»
- Медаль «10-летие Народной Польши» (1954)
- Медаль «30-летие Народной Польши» (1974)
- Медаль «40-летие Народной Польши» (1984)
- Медаль «За Варшаву 1939—1945»
- Медаль «За Одру, Нису и Балтику»
- Медаль «Победы и Свободы»
- Медаль «Вооружённые силы на службе Родине»
  - Золотая (1958)
  - Серебряная
  - Бронзовая
- Медаль «За участие в боях за Берлин» (1967)
- Медаль «За заслуги при защите страны»
  - Золотая (1973)
  - Серебряная (1968)
  - Бронзовая (1966)
- Медаль Комиссии народного образования[пол.]
- Золотая медаль «За заслуги в охране общественного порядка»[пол.]
- Золотая медаль «За заслуги в гражданской обороне ПНР»[пол.] (1983)
- Золотая медаль «За заслуги в охране границ ПНР» (1976)
- Золотая Медаль Лиги защиты страны[пол.]
- Золотой крест Яна Красицкого
- Знак Тысячелетия польского государства
- Медаль Людвика Варыньского[пол.] (1986)[2]
- Золотой почётный знак Общества польско-советской дружбы[пол.]
- Крест «За заслуги перед Союзом социалистической польской молодёжи»[пол.]
- Медаль «100 лет рабочего движения в Польше» (1982)[3]
- Запись в Почётной книге солдатских деяний[пол.] (1983)
- Прочие награды

 СССР
- Орден Ленина (1968)
- Орден Красного Знамени (дважды)
- Орден Дружбы Народов (1973)
- Медаль «За отвагу»
- Медаль «За боевые заслуги»
- Медаль «В ознаменование 100-летия со дня рождения Владимира Ильича Ленина» (1970)
- Медаль «За оборону Москвы»
- Медаль «За взятие Берлина»
- Медаль «За укрепление боевого содружества»
- Медаль «За победу над Германией в Великой Отечественной войне 1941—1945 гг.»
- Юбилейная медаль «Двадцать лет Победы в Великой Отечественной войне 1941—1945 гг.»
- Знак «25 лет победы в Великой Отечественной войне» (1970)
- Юбилейная медаль «Тридцать лет Победы в Великой Отечественной войне 1941—1945 гг.» (1975)
- Юбилейная медаль «Сорок лет Победы в Великой Отечественной войне 1941—1945 гг.» (1985)
- Юбилейная медаль «30 лет Советской Армии и Флота» (1948)
- Юбилейная медаль «50 лет Вооружённых Сил СССР» (1968)
- Юбилейная медаль «60 лет Вооружённых Сил СССР» (1978)
- Юбилейная медаль «70 лет Вооружённых Сил СССР» (1988)
- Прочие награды

Другие страны
- Медаль «За укрепление братства по оружию» (1980)
- Медаль «30 лет Болгарской Народной Армии» (1974)
- Орден Красной Звезды (1977)
- Золотой орден «За заслуги перед Отечеством» (1975)
- Медаль «За заслуги перед Национальной народной армией»
- Медаль «Братство по оружию»
- Медаль «За боевые заслуги»
- Медаль «50 лет Монгольской Народной Армии»
- Медаль боевого содружества (1963)
- Золотая медаль «Солдатская доблесть» (1971)
- Орден Красного Знамени (1971)
- Чехословацкий Военный крест
- Медаль «За укрепление дружбы по оружию» I степени (1970)
- Медаль «30 лет Чехословацкой народной армии»
- Орден Югославской Народной Армии с лавровым венком (1967)
- Прочие награды

### На польском
- Leksykon Historii Polski. — Warszawa: Wydawnictwo Wiedza Powszechna, 1995.
- L. Grot, T. Konecki, E. J. Nalepa. Pokojowe dzieje Wojska Polskiego. — Warszawa: Wojskowy Instytut Historyczny im. Wandy Wasilewskiej, 1988.
- W. Jaruzelski. Stan wojenny, dlaczego. — Warszawa: Dom Wydawniczy BGW, 1992.
- Henryk Piotr Kosk. Generalicja polska. — Pruszków: Oficyna Wydawnicza "Ajaks", 2001. — Т. 2. — ISBN 83-87103-81-0.
- L. Kowalski. Generał ze skazą. — Warszawa: Wydawnictwo Rytm, 2001.
- Janusz Królikowski. Generałowie i admirałowie Wojska Polskiego 1943-1990. — Toruń, 2010. — Т. IV: S-Z.
- Kto jest kim w Polsce 1984. — Warszawa: Wydawnictwo Interpress, 1984.
- A. Mazur. Order Krzyża Grunwaldu. — Warszawa: Wyd. MON, 1988.
- K. Sobczak. Lenino-Warszawa-Berlin: wojenne dzieje l Dywizji Piechoty im. Tadeusza Kościuszki. — Warszawa: Wydawnictwo MON, 1988.
- „Trybuna Ludu”, 7 lipca 1989, s. 9

### На английском
- Who is who in the Socialist countries of Europe: a biographical encyclopedia of more than 12,600 leading personalities in Albania, Bulgaria, Czechoslovakia, German Democratic Republic, Hungary, Poland, Romania, Yugoslavia 1989 / J. Stroynowski (red.). — K. G. Saur Pub., 1989. — Т. 3.
- P. Martell, G.P. Hayes. World military leaders. — New York: Bowker, 1974.
- G. Sanford. Military Rule in Poland: The Rebuilding of Communist Power, 1981–1983. — New York: St. Martin's, 1986.